# La pista
La pista è stato un programma televisivo italiano andato in onda in prima serata su Rai 1 dal 28 marzo al 25 aprile 2014 per 5 puntate con la conduzione di Flavio Insinna, adattato dalla versione originale della Colombia.

## Il programma
| Edizione | Periodo       | Periodo        | Puntate | Conduzione     | Giuria                                      | Regia            | Studio di messa in onda                                     |
| Edizione | Inizio        | Fine           | Puntate | Conduzione     | Giuria                                      | Regia            | Studio di messa in onda                                     |
| -------- | ------------- | -------------- | ------- | -------------- | ------------------------------------------- | ---------------- | ----------------------------------------------------------- |
| 1ª       | 28 marzo 2014 | 25 aprile 2014 | 5       | Flavio Insinna | Gigi Proietti, Rita Pavone e Claudia Gerini | Stefano Mignucci | Teatro 1 degli STUDIOS (Studi Televisivi De Paolis) di Roma |

Nel programma si esibiscono ottanta giovani ballerini, divisi in otto squadre da dieci elementi, che vengono valutati da una giuria composta da Gigi Proietti, Claudia Gerini e Rita Pavone. I ballerini sono divisi in otto squadre da dieci componenti, guidate da un coach caposquadra vip che si esibirà cantando e ballando assieme ad essa. I capisquadra sono cantanti e showman italiani e stranieri.
In ogni puntata, al termine delle esibizioni la giuria assegnerà i voti alle diverse squadre, ai quali verranno aggiunti i voti del pubblico presente in studio, decretando la classifica della puntata con la relativa squadra vincitrice. I punteggi di ogni puntata verranno sommati nella puntata finale, in cui la squadra vincitrice otterrà un montepremi di 50.000 euro in gettoni d'oro (il vip caposquadra è escluso dal montepremi).

### Produzione
Il programma è tratto da un omonimo format colombiano dell'emittente Caracol TV ed è prodotto da Endemol Italia con la partecipazione di Rai 1.
Autori: Alessia Ciolfi, Franco Bertini, Yuri Grandone, Ermanno Labianca, Gianni Tramontano.
Collaboratori ai testi: Stefania De Finis, Rossella Sallustio.

## Cast

### Concorrenti
| Squadra     | Città di provenienza | Coach caposquadra |
| ----------- | -------------------- | ----------------- |
| 167 Scampia | Napoli               | Dario Bandiera    |
| Adrelina    | Capua, Caserta       | Massimo Lopez     |
| Bad Boys    | Altamura, Bari       | Paola Iezzi       |
| Con-fusione | Milano, Verona       | Cristèl Carrisi   |
| Cosmo P.    | provincia di Roma    | Antonino          |
| LECCEzione  | Lecce                | Sabrina Salerno   |
| Tacco 10    | Roma                 | Tony Hadley       |
| Virality    | Milano               | Amii Stewart      |

### Giuria
- Claudia Gerini
- Rita Pavone
- Gigi Proietti
- Lorella Cuccarini (dalla terza puntata)

## Puntate

### Prima puntata
| Ordine | Canzone                                   | Squadra                       | Classifica |
| ------ | ----------------------------------------- | ----------------------------- | ---------- |
| 4      | Banane e lampone, di Gianni Morandi       | 167 Scampia e Dario Bandiera  | 1          |
| 8      | Io ho in mente te, degli Equipe 84        | Cosmo P. e Antonino           | 1          |
| 1      | Happy, di Pharrell Williams               | Virality e Amii Stewart       | 3          |
| 7      | Crazy Little Thing Called Love, dei Queen | Tacco 10 e Tony Hadley        | 3          |
| 2      | Tu vuó fa l'americano, di Renato Carosone | Adrelina e Massimo Lopez      | 5          |
| 3      | Vogue, di Madonna                         | Bad Boys e Paola Iezzi        | 5          |
| 5      | Born to Be Alive, di Patrick Hernandez    | LECCEzione e Sabrina Salerno  | 5          |
| 6      | Ma che freddo fa, di Nada                 | Con-fusione e Cristèl Carrisi | 8          |

### Seconda puntata
| Ordine | Canzone                                           | Squadra                       | Classifica |
| ------ | ------------------------------------------------- | ----------------------------- | ---------- |
| 6      | I Gotta Feeling, dei The Black Eyed Peas          | Cosmo P. e Antonino           | 1          |
| 2      | Ancora ancora ancora, di Mina                     | Virality e Amii Stewart       | 2          |
| 7      | Penso positivo/L'ombelico del mondo, di Jovanotti | 167 Scampia e Dario Bandiera  | 3          |
| 8      | Let's Get Loud, di Jennifer Lopez                 | Bad Boys e Paola Iezzi        | 4          |
| 4      | Spiderman Theme Song, di Michael Bublé            | Adrelina e Massimo Lopez      | 5          |
| 3      | Gold, degli Spandau Ballet                        | Tacco 10 e Tony Hadley        | 6          |
| 5      | Primavera, di Marina Rei                          | Con-fusione e Cristèl Carrisi | 7          |
| 1      | Diavolo in me, di Zucchero Fornaciari             | LECCEzione e Sabrina Salerno  | 8          |

- Rita Pavone si esibisce cantando e ballando Mi vendo di Renato Zero

### Terza puntata
| Ordine | Canzone                                       | Squadra                       | Classifica |
| ------ | --------------------------------------------- | ----------------------------- | ---------- |
| 1      | 'O sarracino, di Renato Carosone              | Adrelina e Massimo Lopez      | 1          |
| 3      | Knock on Wood, di Amii Stewart                | Virality e Amii Stewart       | 2          |
| 4      | Per un'ora d'amore, dei Matia Bazar           | Cosmo P. e Antonino           | 3          |
| 6      | Far l'amore, di Bob Sinclar e Raffaella Carrà | Con-fusione e Cristèl Carrisi | 4          |
| 2      | Il ballo del mattone, di Rita Pavone          | Bad Boys e Paola Iezzi        | 5          |
| 5      | Bum Bum, di Irene Grandi                      | LECCEzione e Sabrina Salerno  | 6          |
| 8      | Rio, dei Duran Duran                          | Tacco 10 e Tony Hadley        | 7          |
| 7      | Cuore matto, di Little Tony                   | 167 Scampia e Dario Bandiera  | 8          |

- Giudice ospite: Lorella Cuccarini (poi divenuta giudice fisso dalla puntata successiva)
- Flavio Insinna e Claudia Gerini si esibiscono con Testa spalla di Don Lurio e Lola Falana
- Rita Pavone si esibisce con la sua celebre canzone Il geghegé

### Quarta puntata
| Ordine | Canzone                                                          | Squadra                       | Classifica |
| ------ | ---------------------------------------------------------------- | ----------------------------- | ---------- |
| 2      | Mas Que Nada, di Sérgio Mendes                                   | Virality e Amii Stewart       | 1          |
| 7      | Cercavo amore, di Emma                                           | Cosmo P. e Antonino           | 2          |
| 6      | Tu mi porti su, di Giorgia                                       | Con-fusione e Cristèl Carrisi | 3          |
| 4      | A città 'e Pulcinella                                            | 167 Scampia e Dario Bandiera  | 4          |
| 3      | (I've Had) The Time of My Life, di Bill Medley e Jennifer Warnes | Tacco 10 e Tony Hadley        | 5          |
| 8      | Sei un mito, degli 883                                           | Bad Boys e Paola Iezzi        | 6          |
| 1      | Mambo italiano, di Bob Merrill                                   | Adrelina e Massimo Lopez      | 7          |
| 5      | Maniac, di Michael Sembello                                      | LECCEzione e Sabrina Salerno  | 8          |

- Ospite: Nino Frassica, che si esibisce con la sua band in un'ironica versione del Tuca Tuca di Raffaella Carrà
- Lorella Cuccarini e Flavio Insinna si esibiscono in un medley delle più famose canzoni della showgirl: Io ballerò, Sugar Sugar e La notte vola
- Claudia Gerini e Gigi Proietti interpretano Parole parole di Mina

### Quinta puntata
| Ordine | Canzone                              | Squadra                       | Classifica |
| ------ | ------------------------------------ | ----------------------------- | ---------- |
| 4      | Emozioni, di Lucio Battisti          | Virality e Amii Stewart       | 1          |
| 6      | In Alto Mare, di Loredana Bertè      | Cosmo P. e Antonino           | 2          |
| 5      | Billie Jean, di Michael Jackson      | Bad Boys e Paola Iezzi        | 3          |
| 1      | Azzurro, di Adriano Celentano        | Adrenalina e Massimo Lopez    | 4          |
| 2      | I Will Survive, di Gloria Gaynor     | Con-fusione e Cristèl Carrisi | 5          |
| 8      | Figli delle stelle, di Alan Sorrenti | 167 Scampia e Dario Bandiera  | 6          |
| 3      | Fever, di Peggy Lee                  | Tacco 10 e Tony Hadley        | 7          |
| 7      | Dancing Queen, degli ABBA            | LECCEzione e Sabrina Salerno  | 8          |

## Vincitori
- Virality e Amii Stewart

## Ascolti
| Puntata       | Messa in onda  | Telespettatori | Share  |
| ------------- | -------------- | -------------- | ------ |
| 1             | 28 marzo 2014  | 3.892.000      | 16,48% |
| 2             | 4 aprile 2014  | 3.195.000      | 13,15% |
| 3             | 11 aprile 2014 | 3.244.000      | 14,04% |
| 4             | 17 aprile 2014 | 3.040.000      | 13,01% |
| 5             | 25 aprile 2014 | 2.908.000      | 12,97% |
| Media Auditel | Media Auditel  | 3.256.000      | 13,92% |